# Kalika (Kaski)
Kalika (nep. कालीका) – gaun wikas samiti w zachodniej części Nepalu w strefie Gandaki w dystrykcie Kaski. Według nepalskiego spisu powszechnego z 2001 roku liczył on 1043 gospodarstw domowych i 4951 mieszkańców (2613 kobiet i 2338 mężczyzn).